# Municipio de Dolphin
El municipio de Dolphin (en inglés: Dolphin Township) es un municipio ubicado en el condado de Knox en el estado estadounidense de Nebraska. En el año 2010 tenía una población de 138 habitantes y una densidad poblacional de 1,47 personas por km².

## Geografía
El municipio de Dolphin se encuentra ubicado en las coordenadas 42°39′22″N 97°32′41″O / 42.65611, -97.54472. Según la Oficina del Censo de los Estados Unidos, el municipio tiene una superficie total de 93.63 km², de la cual 93,63 km² corresponden a tierra firme y (0 %) 0 km² es agua.

## Demografía
Según el censo de 2010, había 138 personas residiendo en el municipio de Dolphin. La densidad de población era de 1,47 hab./km². De los 138 habitantes, el municipio de Dolphin estaba compuesto por el 97,83 % blancos, el 2,17 % eran de otras razas. Del total de la población el 2,17 % eran hispanos o latinos de cualquier raza.